# Luis Ayala (Tennisspieler)
Luis Alberto Ayala Salinas (* 18. September 1932 in Santiago de Chile; † 4. September 2024) war ein chilenischer Tennisspieler.

## Karriere
Er spielte von 1950 an als Amateur, ehe er von 1962 bis zu seinem Rücktritt als Profi aktiv war. Im Einzel erreichte er 1958 und 1960 das Endspiel der French Open, unterlag jedoch jeweils gegen Mervyn Rose in drei und Nicola Pietrangeli in fünf Sätzen. Bereits 1956 konnte er an der Seite von Thelma Coyne Long das gemischte Doppel der French Open gewinnen.
Zwischen 1952 und 1960 absolvierte Luis Ayala 18 Begegnungen für die chilenische Davis-Cup-Mannschaft. Dabei gewann er 27 seiner 33 Einzel- und 10 seiner 18 Doppelpartien. Damit ist er der Spieler mit den meisten Einzelsiegen und den meisten Siegen insgesamt in der chilenischen Davis-Cup-Historie.